# Comtats de Rosselló i Cerdanya
Els Comtats de Rosselló i Cerdanya o senzillament Els Comtats van ser els territoris que estigueren sota la jurisdicció del rei de Mallorca des del 1276 i fins al 1344 formant part de la Corona de Mallorca.

## Testament de Jaume I d'Aragó
Fou arran del testament de 1261 que Jaume I disposà que el Comtat del Rosselló i el Comtat de Cerdanya havien de correspondre al seu fill Jaume, quedant separats d'Aragó,  Catalunya i València que serien per a Pere III d'Aragó «el Gran»; a partir d'aleshores, l'infant Jaume administrà com a veguer el seu futur regne. A la mort de Jaume I (1276), aquest testament es dugué a la pràctica, i els comtats de Rosselló i Cerdanya passaren a domini de Jaume II de Mallorca (1276-1311), qui convertí Perpinyà en la segona capital del regne.

## Organització territorial
El territori dels comtats de Rosselló i Cerdanya es dividia en vegueries: la vegueria de Rosselló, amb capital a Perpinyà, s'uní amb la sotsvegueria de Vallespir i amb el territori d'Illa, que, fins a 1309, havia format part de la de Conflent. La vegueria de Conflent, amb capital a Vilafranca de Conflent, corresponia més o menys, a l'actual Conflent amb la sotsvegueria del Capcir; la vegueria de Cerdanya tenia la seva capital a Puigcerdà, amb la sotsvegueria del Baridà i el territori de la Vall de Ribes disposava de la seva pròpia administració. A la mort de Jaume I (1276), el comtat de Cerdanya, amb l'excepció del territori de l'antic comtat de Berga, passà a domini de Jaume II de Mallorca. Els reis de Mallorques mantingueren la jurisdicció de veguers i sotsveguers, existents al comtat: Cerdanya i Baridà, vall de Ribes, Conflent i Capcir. Segurament, durant el període mallorquí (1276-1344), els territoris del Sabartès i del Donasà ja havien deixat de formar part del comtat de Cerdanya.

## Reannexió del Regne de Mallorca
El 1344, Pere IV d'Aragó «el Cerimoniós» (Pere terç) va reannexionar el Regne de Mallorques als seus dominis; aleshores, va instituir la Governació dels comtats de Rosselló i Cerdanya, amb capital a Perpinyà i que incloïa els territoris continentals de l'antic regne mallorquí, separada de la Governació del Principat de Catalunya.